# 내 엄마의 남자 친구
《내 엄마의 남자 친구》(영어: My Mom's New Boyfriend)는 미국에서 제작된 조지 갤로 감독의 2008년 로맨틱 코미디 범죄 영화이다. 안토니오 반데라스, 메그 라이언 등이 출연하였고, 아비 러너 등이 제작에 참여하였다.

## 출연진
- 안토니오 반데라스
- 메그 라이언
- 콜린 행크스
- 셀마 블레어
- 트레버 모건
- 키스 데이비드
- 존 밸더테로
- 엘리 단케르
- 톰 애덤스
- 엔리코 콜런토니
- 마코 세인트존
- 아키 아브니
- 게리 그럽스

## 기타 제작진
- 공동 제작: 닉 앨런
- 라인 제작: 데이브 포미에이
- 배역: 린 크레슬
- 미술: 밥 젬비키
- 세트: 브래드퍼드 존슨